# المعقاب (رصد)

تعديل مصدري - تعديل

المعقاب هي إحدى قرى عزلة القارة بمديرية رصد التابعة لمحافظة أبين، بلغ تعداد سكانها 278 نسمة حسب تعداد اليمن لعام 2004.